# سی و یکمین مراسم گلدن گلوب
۳۱مین مراسم گلدن گلوب برای ارج نهادن به بهترین فیلم و شوی تلویزیونی سال ۱۹۷۳ در ۲۶ ژانویه سال ۱۹۷۴ برگزار شد.
جیمز استوارت، برنده بهترین بازیگر نقش اول مرد - سریال تلویزیونی شد مؤسسه فیلم آمریکا در سال ۱۹۹۹ او را در رده سوم برترین هنرپیشگان مرد تاریخ سینما قرار داد. شر، برنده بهترین بازیگر زن - سریال کمدی یا موزیکال شد وی تنها هنرمندی است که همه جوایز اسکار و گلدن گلوب و گرمی و ایمی و جشنواره کن را با هم برده‌است. و آل پاچینو اولین جایزه گلدن گلوب خود را برد وی برنده بهترین بازیگر نقش اول مرد شد.

## برندگان و نامزدها

### سینمایی
| بهترین فیلم | بهترین فیلم |
| جایزه گلدن گلوب بهترین فیلم – درام | جایزه گلدن گلوب بهترین فیلم – موزیکال یا کمدی |
| --- | --- |
| - جن‌گیر (فیلم) - آزادی سیندرلا - روز شغال (فیلم) - آخرین تانگو در پاریس - ببر را نجات بده - سرپیکو | - دیوارنویسی آمریکایی - Jesus Christ Superstar - ماه کاغذی (فیلم) - تام سایر (فیلم ۱۹۷۳) - لمسی از عزت (فیلم) |
| بهترین اجرا در یک Motion Picture – Drama | |
| جایزه گلدن گلوب بهترین بازیگر مرد – فیلم درام | جایزه گلدن گلوب بهترین بازیگر زن – فیلم درام |
| - آل پاچینو - سرپیکو در نقش فرانک سرپیکو - رابرت بلیک (هنرپیشه) - Electra Glide in Blue در نقش John Wintergreen - جک لمون - ببر را نجات بده در نقش Harry Stoner - استیو مک‌کوئین - پاپیون (فیلم ۱۹۷۳) در نقش آنری شاریر - جک نیکلسون - آخرین مأموریت در نقش Signalman 1st Class Billy L. "Badass" Buddusky | - مارشا ماسون - آزادی سیندرلا در نقش Maggie Paul - الن برستین - جن‌گیر (فیلم) در نقش Chris MacNeil - باربارا استرایسند - آنطور که بودیم در نقش Kate Morosky - الیزابت تیلور - چهارشنبه خاکستر (فیلم ۱۹۷۳) در نقش Barbara Sawyer - جوآن وودوارد - آرزوهای تابستان، رؤیاهای زمستان در نقش Rita Walden                                                                                                |
| بهترین اجرا در یک Motion Picture – Comedy or Musical | |
| جایزه گلدن گلوب بهترین بازیگر مرد – فیلم موزیکال یا کمدی | جایزه گلدن گلوب بهترین بازیگر زن – فیلم موزیکال یا کمدی |
| - جرج سیگال - لمسی از عزت (فیلم) در نقش Steve Blackburn - Carl Anderson - Jesus Christ Superstar در نقش یهودا اسخریوطی - ریچارد درایفس - دیوارنویسی آمریکایی در نقش Curt Henderson - تد نیلی - Jesus Christ Superstar در نقش عیسی - رایان اونیل - ماه کاغذی (فیلم) در نقش Moses Pray                      | - گلندا جکسون - لمسی از عزت (فیلم) در نقش Vicky Allesio - ایوان الیمن - Jesus Christ Superstar در نقش مریم مجدلیه - کلوریس لیچمن - Charley and the Angel در نقش Nettie Appleby - تاتوم اونیل - ماه کاغذی (فیلم) در نقش Addie Loggins - لیو اولمان - ۴۰ قیراط (فیلم) در نقش Ann Stanley |
| Best Supporting Performance in a Motion Picture – Drama, Comedy or Musical | |
| جایزه گلدن گلوب بهترین بازیگر نقش مکمل مرد | جایزه گلدن گلوب بهترین بازیگر نقش مکمل زن |
| - جان هاوسمن - The Paper Chase در نقش Charles W. Kingsfield, Jr. - مارتین بالسام - آرزوهای تابستان، رؤیاهای زمستان در نقش Harry Walden - جک گیلفورد - ببر را نجات بده در نقش Phil Greene - رندی کواید - آخرین مأموریت در نقش Meadows - ماکس فون سیدو - جن‌گیر (فیلم) در نقش لنکستر مرین                    | - لیندا بلر - جن‌گیر (فیلم) در نقش رگان مک‌نیل - والنتینا کورتزه - روز به جای شب در نقش Severine - مدلین کان - ماه کاغذی (فیلم) در نقش Trixie Delight - کیت رید - A Delicate Balance در نقش Claire - سیلویا سیدنی - آرزوهای تابستان، رؤیاهای زمستان در نقش Mrs. Pritchett |
| Other | |
| جایزه گلدن گلوب بهترین کارگردانی | جایزه گلدن گلوب بهترین فیلم‌نامه |
| - ویلیام فریدکین - جن‌گیر (فیلم) - برناردو برتولوچی - آخرین تانگو در پاریس - پیتر باگدانوویچ - ماه کاغذی (فیلم) - جرج لوکاس - دیوارنویسی آمریکایی - فرد زینمان - روز شغال (فیلم) | - جن‌گیر (فیلم) - ویلیام پیتر بلتی - آزادی سیندرلا - Darryl Ponicsan - روز شغال (فیلم) - Kenneth Ross - نیش (فیلم ۱۹۷۳) - دیوید اس. وارد - لمسی از عزت (فیلم) - ملوین فرانک and Jack Rose |
| جایزه گلدن گلوب بهترین موسیقی | جایزه گلدن گلوب بهترین ترانه غیراقتباسی |
| - جاناتان مرغ دریایی - نیل دایمند - بریزی - میشل لوگران - آزادی سیندرلا - جان ویلیامز - The Day of the Dolphin - ژرژ دلرو - ای مرد خوش‌شانس! - الن پرایس - تام سایر (فیلم ۱۹۷۳) - ریچارد ام. شرمن، رابرت بی. شرمن and جان ویلیامز                                                                          | - "The Way We Were" (ماروین هملیش، آلن و مرلین برگمن) - آنطور که بودیم - "All That Love Went to Waste" (George Barrie, سمی کان) - لمسی از عزت (فیلم) - "Breezy's Song" (میشل لوگران، آلن و مرلین برگمن) - بریزی - "Lonely Looking Sky" (نیل دایمند) - جاناتان مرغ دریایی - "Rosa Rosa" (دوو سلتزر، Haim Hefer) - Kazablan - "Send a Little Love My Way" (هنری مانچینی، هل دیوید) - Oklahoma Crude |
| جایزه گلدن گلوب بهترین فیلم غیر انگلیسی‌زبان | Best Documentary Film |
| - عابر پیاده (فیلم) (آلمان غربی) - Alfredo, Alfredo (ایتالیا) - روز به جای شب (فرانسه) - Kazablan (اسرائیل) - حکومت نظامی (فیلم ۱۹۷۲) (فرانسه) | - Visions of Eight - Love - The Movies That Made Us - The Second Gun - Wattstax |
| New Star of the Year – Actor | New Star of the Year – Actress |
| - پال له مت - دیوارنویسی آمریکایی در نقش John Milner - Carl Anderson - Jesus Christ Superstar در نقش یهودا اسخریوطی - رابی بنسون - Jeremy در نقش Jeremy Jones - Kirk Calloway - آزادی سیندرلا در نقش Doug - تد نیلی - Jesus Christ Superstar در نقش عیسی                                                  | - تاتوم اونیل - ماه کاغذی (فیلم) در نقش Addie Loggins - لیندا بلر - جن‌گیر (فیلم) در نقش رگان مک‌نیل - کی لنز - بریزی در نقش Edith Alice "Breezy" Breezerman - میشل فیلیپس - دیلینجر (فیلم ۱۹۷۳) در نقش Evelyn "Billie" Frechette - Barbara Sigel - Time to Run در نقش Michelle |

### مجموعه تلویزیونی
جایزه گلدن گلوب بهترین مجموعه تلویزیونی – درام
- خانواده والتون (مجموعه تلویزیونی)
  - کنن
  - ستوان کلمبو
  - Hawkins
  - Mannix
  - Police Story

جایزه گلدن گلوب بهترین مجموعه تلویزیونی – موزیکال یا کمدی
- همگی در خانواده
  - The Carol Burnett Show
  - The Mary Tyler Moore Show
  - Sanford and Son
  - The Sonny and Cher Comedy Hour

جایزه گلدن گلوب بهترین بازیگر مرد – مجموعه تلویزیونی درام
- جیمز استوارت – Hawkins
  - دیوید کارادین – Kung Fu
  - مایک کانرز – Mannix
  - پیتر فالک – ستوان کلمبو
  - ریچارد توماس (هنرپیشه) – خانواده والتون (مجموعه تلویزیونی)
  - رابرت یانگ (بازیگر) – دکتر مارکوس ولبی

جایزه گلدن گلوب بهترین بازیگر زن – مجموعه تلویزیونی درام
- لی رمیک – The Blue Knight
  - مایکل لرنید – خانواده والتون (مجموعه تلویزیونی)
  - جولی لاندن – وضعیت اضطراری!
  - Emily McLaughlin – بیمارستان عمومی
  - سوزان سن جیمز – مک‌میلان و همسرش

جایزه گلدن گلوب بهترین بازیگر مرد – مجموعه تلویزیونی موزیکال یا کمدی
- جک کلاگمن – The Odd Couple
  - آلن آلدا – M*A*S*H
  - دام دی‌لوئیس – Lotsa Luck
  - رد فاکس – Sanford and Son
  - کرول اوکانر – همگی در خانواده

جایزه گلدن گلوب بهترین بازیگر زن – مجموعه تلویزیونی موزیکال یا کمدی
- شر (خواننده) – The Sonny and Cher Comedy Hour
- جین استیپلتون – همگی در خانواده
  - بیتریس آرتور – Maude
  - کارول برنت – The Carol Burnett Show
  - مری تایلر مور – The Mary Tyler Moore Show

جایزه گلدن گلوب بهترین بازیگر نقش مکمل مرد – سریال، سریال کوتاه یا فیلم تلویزیونی
- مک‌لین استیونسون – M*A*S*H
  - اد اسنر – The Mary Tyler Moore Show
  - ویل گیر – خانواده والتون (مجموعه تلویزیونی)
  - هاروی کورمن – The Carol Burnett Show
  - استروتر مارتین – Hawkins
  - راب راینر – همگی در خانواده

جایزه گلدن گلوب بهترین بازیگر نقش مکمل زن – سریال، سریال کوتاه یا فیلم تلویزیونی
- الن کوربی – خانواده والتون (مجموعه تلویزیونی)
  - گیل فیشر – Mannix
  - ولری هارپر – The Mary Tyler Moore Show
  - سالی استراترس – همگی در خانواده
  - لرتا اسویت – M*A*S*H